# Ca’ Donà a San Stin
Die Ca’ Donà a San Stin ist ein Palast in Venedig. Sie liegt im Sestiere San Polo mit Blick zum Rio de Sant’Agostin. Der Palast wird auch Palazzo Donà delle Rose genannt, nicht zu verwechseln mit dem gleichnamigen Palast an den Fondamente nove in Cannaregio.

## Geschichte
Die Familie Donà ließ das Gebäude im 16. Jahrhundert errichten und behielt es bis zum Aussterben dieses Familienzweiges in Besitz. 1818 kaufte es Angelo Sasso und ließ es renovieren. Später ging es in den Besitz der Stadt Venedig über. Heute ist dort eine Grundschule untergebracht, die den Namen von Bernardo Canal trägt.

## Beschreibung

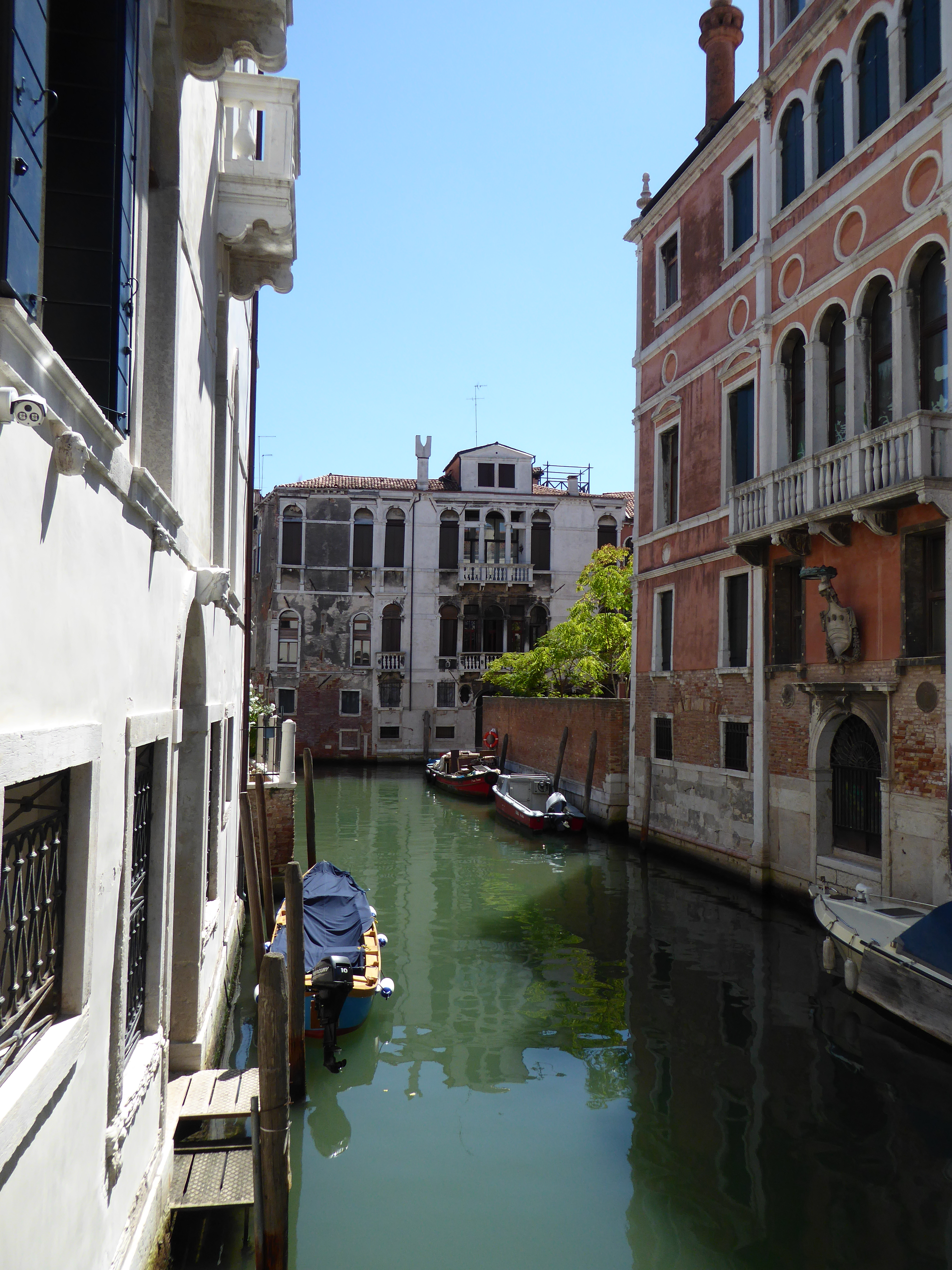
Ca' Amalteo und Ca’ Donà a San Stin (rechts)

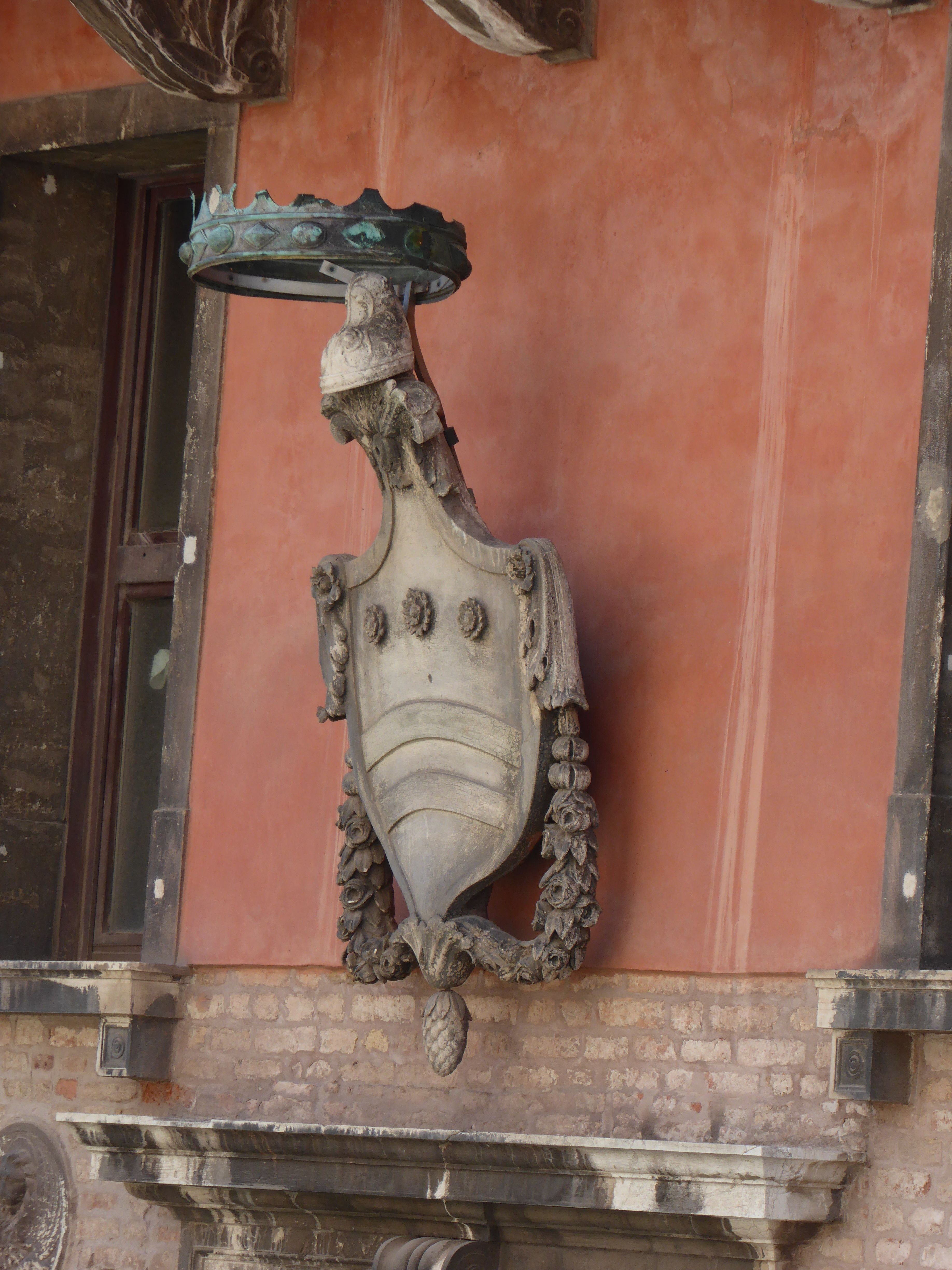
Familienwappen mit Dogenkappe

Die verputzte und rosafarben gestrichene Hauptfassade des Palastes zeigt zum Rio de Sant’Agostin und zeigt Einflüsse des Architekten Mauro Codussi. Das vierstöckige Haus besteht aus einem Erdgeschoss, einem Zwischengeschoss darüber und zwei Hauptgeschossen. Auf dem Dach befindet sich eine breite Dachgaube. Wie bei den meisten Palästen in Venedig ist die Fassade dreigeteilt. Der Mittelteil ist von den beiden Außenteilen durch Halbsäulen aus istrischem Kalkstein mit ionischen Kapitellen getrennt; solche Halbsäulen begrenzen die Fassade auch an den Ecken. Die einzelnen Geschosse sind durch Gesimse aus dem gleichen Material getrennt.
Das Erdgeschoss weist ein Spitzbogenportal zum Wasser auf, flankiert von zwei Paaren quadratischer Fenster. Im Zwischengeschoss sitzen sechs rechteckige Fenster und in der Mitte, über dem Portal zum Wasser, ein großes Familienwappen der Donàs mit einem Dogenhorn darüber. 
Blickfang der Fassade ist das Vierfach-Rundbogenfenster mit vorspringendem Balkon im ersten Hauptgeschoss. Flankiert wird es von zwei Paaren rechteckiger Einzelfenster mit gerundeten Tympana darüber. Unter jedem dieser Einzelfenster befindet sich eine Ronde in istrischem Kalkstein. Über allen Fenstern des ersten Hauptgeschosses sitzen blinde Rundfenster, je eines über jedem Einzelfenster und drei über dem Vierfachfenster. Auch das zweite Obergeschoss hat ein Vierfach-Rundbogenfenster in der Mitte und ein Paar rechteckiger Einzelfenster an den Seiten. Über einer gezahnten Dachtraufe sitzt in der Mitte die Dachgaube mit Vierfach-Rechteckfenster. Auf beiden Seiten der Dachgaube ist je ein großer Kaminkopf angebracht und an den Ecken des Daches befinden sich kleine Tourellen. Alle Fenster – auch die blinden – sind mit Rahmen aus istrischem Kalkstein versehen.